# Bygdeträsket
Bygdeträsket é o maior lago da província histórica sueca da Västerbotten.
Fica situado na proximidade da localidade de Bygdsiljum, no município de Skellefteå.
Tem uma área de 29 km2, com um comprimento de 28 km, e está situado a 131 metros acima do nível do mar. 
A água deste lago é levada para o Mar Báltico pelo rio Rickleån.  

O Bygdeträsket costuma estar gelado entre dezembro e maio.